# Струны для гавайской гитары
«Струны для гавайской гитары» — детская короткометражная художественная кинокомедия, снятая режиссёром Александром Павловским в 1977 году.

## Сюжет
Родители троечника Вовы Чичерова уезжают в отпуск. Тем временем в школу приходит новая, молодая учительница и требует от Вовы, чтобы кто-то из взрослых пришёл за оценками. Вова посылает под видом дяди своего взрослого друга по кличке «Кот», за что он подарит ему настоящие струны от Гавайской гитары.
Но главный герой и не подозревал, что «Кот» влюбится в молодую учительницу, после чего станет строгим и требовательным воспитателем.

## В ролях
- Дима Петренко — Вова Чичеров, ученик 3-го класса
- Станислав Купецкий — Константин Михайлович, он же «Кот»
- Ольга Жулина — учительница начальных классов
- Давид Макаревский — дирижёр
- Римма Маркова — бабушка Вовы Чичерова